# Hilarion Etong
Hilarion Etong Ndzong, né le 16 février 1959 à Mbeti dans la région du Centre Cameroun, est un homme politique camerounais, vice-président de l'Assemblée nationale. Il est membre du Rassemblement démocratique du peuple camerounais.

## Biographie

### Parcours académique
Il décroche son diplôme de Baccalauréat en série A4 dans la ville de Yaoundé en 1971 avant de rejoindre la faculté de droit à l'Université de Yaoundé. Il obtient successivement: le Diplôme d'Etude Universitaires Générales en 1973, une Licence en Droit Public en 1975. Son parcours académique s'enchaîne avec l'obtention du Diplôme d'Etude Approfondies dans les domaine du droit international public et du droit public général en 1977. Hilarion Etong poursuit ses études supérieures à l'Université de Bordeaux I où il soutient sa thèse de doctorat en droit public avec Mention très honorable.

### Carrière
Sa carrière professionnelle débute avec son rôle d'assistant à la faculté de droit de l'université de Yaoundé en 1978 avant de devenir chargé de cours dans la même institution à partir de l'année 1988. L'Ecole Nationale d'Administration et de la Magistrature (ENAM) l'accueille par la suite en tant qu'enseignant, puis il rejoint le centre de formation des cadres de la Banque des Etats de l'Afrique Centrale en tant que membre du corps enseignant. Il occupe par la suite la fonction d'attaché pédagogique à L'Ecole Nationale d'Administration et de la Magistrature entre 1984 et 1986. En 1986 il devient directeur adjoint de l'ENAM jusqu'en 1989. Hilarion Eton est par la suite membre titulaire du conseil supérieur de la magistrature entre 1992 et 1997. Sa vie politique s'anime avec son poste de député à l'Assemblée nationale du Cameroun pour la première fois en 1992. Il devient également membre titulaire du comité des droits de l'Homme des parlementaires de l'union interparlementaire en 1966 puis Vice-président de ce même comité de 2000 à 2001. Hilarion Etong est réélu au poste de 1er Vice-président de l’Assemblée nationale du Cameroun en 2024 . Il devient président de l’Assemblée régionale parlementaire de la Francophonie à l'issue de la 30ème session de l’Assemblée régionale parlementaire de la Francophonie, qui s’est tenue au Palais des congrès de Yaoundé le 29 mai 2024.

## Distinction
- Chevalier de l’ordre national de la valeur
- Officier de l’ordre national de la valeur[1].